# Дерихвіст степовий
Дерихві́ст степови́й (Glareola nordmanni) — птах ряду Сивкоподібні (Charadriiformes), один з видів політипного роду; один з 2-х видів у фауні України. В Україні гніздовий, перелітний птах.

## Опис
Невеликий (розміром з дрозда) птах. Довжина тіла — 23—26 см, маса тіла — 87—105 г. У дорослого птаха у шлюбному вбранні верх голови, шия, воло, спина і верх крил бурі; горло і передня частина щік кремові, окреслені чорною смугою; груди, черево, надхвістя і підхвістя білі; покривні пера споду крил чорні; махові пера чорно-бурі; хвіст вилоподібний, стернові пера чорно-бурі, дзьоб короткий, чорний, ноги темнобурі. У позашлюбному вбранні пера спини та крил з вузькою невиразною світлою облямівкою; чорна смуга довкола щік і горла нечітка; дзьоб цілком чорний. У молодого птаха забарвлення зверху строкате, пера спини та крил з темними плямами й світлою облямівкою; на перах вола світла облямівка; решта тулуба біла; дзьоб чорний.
Від лучного дерихвоста відрізняється чорним сподом крил і відсутністю білої смужки по краю другорядних махових пер.

## Поширення
Заселяє степи Євразії. У кінці XIX — на початку XX ст. ареал в Україні охоплював узбережжя Чорного та Азовського морів від східних кордонів країни до Дунаю на півночі до Полтавської та Харківської областей. В останні два десятиріччя XX ст. відомі лише поодинокі випадки гніздування окремих пар на півдні України.

## Чисельність і причини її зміни
Світова популяція оцінюється 29—45 тис. ос. В Європі гніздиться 2,5—5,1 тис. пар, що становить 25—49 % світової популяції. В Україні, в 1980—1990 рр. буди відомі лише поодинокі випадки гніздування окремих пар і невеличких груп чисельністю 3—5 пар на узбережжі Тилігульського та Куяльницького лиманів, Чорноморському біосферному заповіднику, на острові Бірючому, в північній частині Арабатської стрілки, в Криму на узбережжі Сивашу, на узбережжі Молочного лиману, в Північному Приазов'ї. Максимальна чисельність виду (32 птаха) була зареєстрована в 1990 р. в околицях м. Новоазовська Донецької області (основа Кривої коси). Падіння чисельності виду відбувається за рахунок трансформації гніздових біотопів внаслідок меліорації земель, випасання худоби та рекреаційного освоєння.

## Особливості біології

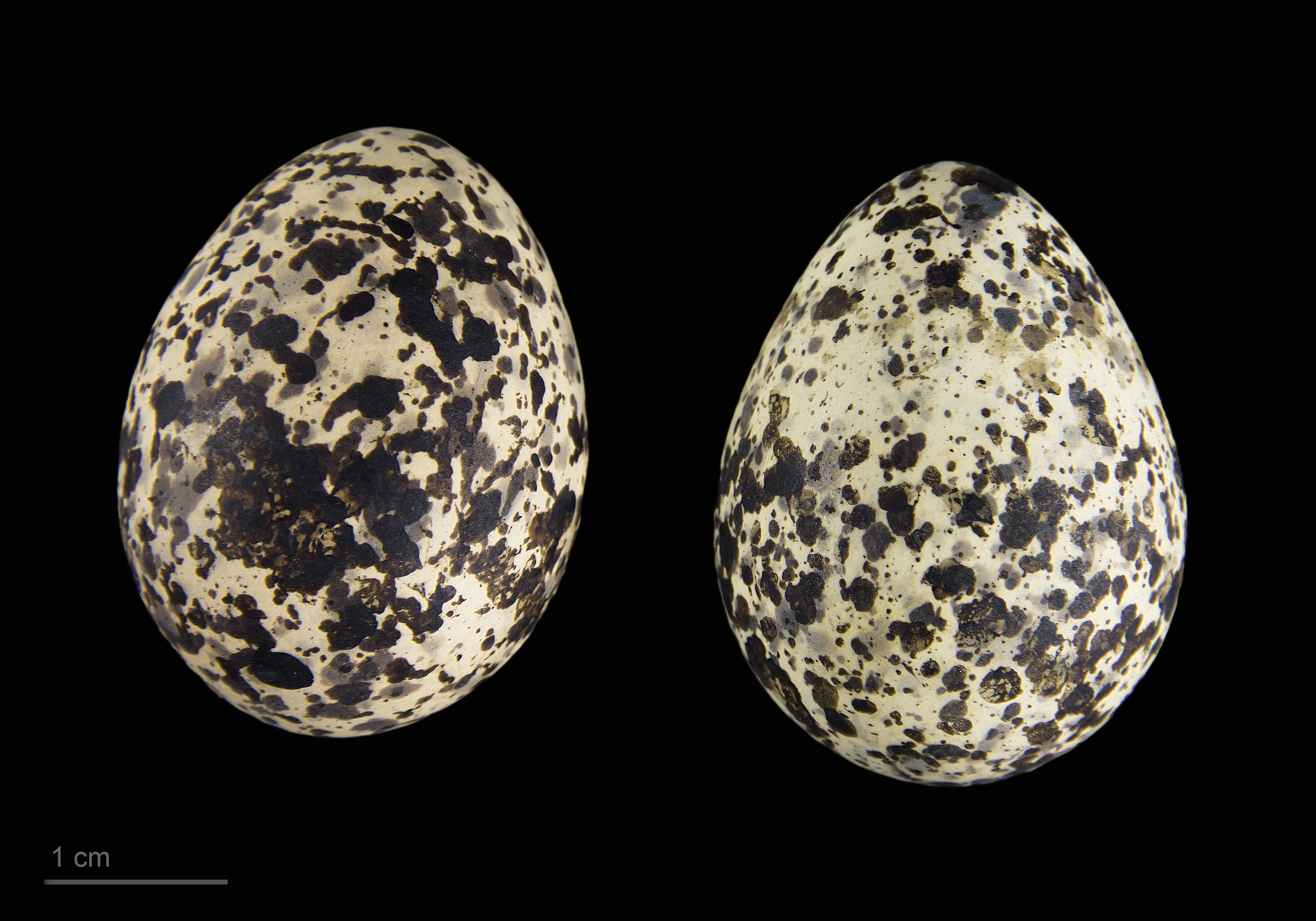
Яйця степового дерихвоста в оологічній колекції (Тулузький музей)

Перелітний птах. У місцях гніздування з'являється у квітні — травні. Переважно займає низовинні узбережжя морських заток, лиманів, солоних та прісних озер, гирлові зони річок з розрідженою невисокою рослинністю. Оселяється колоніями. Гніздо являє собою ямку у ґрунті. У кладці від 1 до 4 яєць, частіше 3. Перші кладки з'являються у червні. Термін насиджування — 21 день. Молодь починає літати у віці 27—30 діб. До місць зимівлі відлітає у вересні. За біологією схожий на дерихвоста лучного, з яким утворює спільні колонії. Живиться комахами.

## Охорона
Включено до Червоної книги України (1994, 2009), статус — зникаючий; Боннської (Додаток II) та Бернської (Додаток II) конвенцій, угоди AEWA. Охороняється в Дунайському та Чорноморському біосферному заповіднику, в Азово-Сиваському НПП та РЛП «Меотида».